# توماس مورغ
توماس مورغ (بالألمانية: Thomas Murg) (14 نوفمبر 1994 في النمسا - ) هو لاعب كرة قدم نمساوي في مركز الوسط. شارك مع منتخب النمسا تحت 17 سنة لكرة القدم ومنتخب النمسا تحت 19 سنة لكرة القدم. أما مع النوادي، فقد لعب مع أوستريا فيينا ورابيد فيينا وشتورم غراتس ونادي رييد وغراتزر أي كاي ونادي الخليج

## وصلات خارجية
- توماس مورغ على موقع الاتحاد الأوربي (الإنجليزية)
- توماس مورغ على موقع قاعدة بيانات كرة القدم.إي يو (الإنجليزية)
- توماس مورغ على موقع Soccerway.com (الإنجليزية)
- توماس مورغ على موقع عالم كرة القدم.نت (الإنجليزية)
- توماس مورغ على موقع AS.com (الإسبانية)